# Нил Кавасила
Нил Кавасила (на гръцки: Νείλος Καβάσιλας, Нилос Кавасилас) е византийски православен богослов от XIV век. Учител е на Димитър Кидон, който го описва като „страстно ентусиазиран“ от томизма, паралелно с това обаче Кавасила яростно защитана паламизма и атакува филиоквето. В 1360 година наследява Григорий Палама на митрополитския престол в Солун, а самият той е наследен от племенника си Николай Кавасила.